# Tatsunori Yamagata
Tatsunori Yamagata (山形 辰徳?, Yamagata Tatsunori; Fukuoka, 4 ottobre 1983) è un ex calciatore giapponese, di ruolo difensore.